# Marlon Devonish
Marlon Devonish, né le 1er juin 1976 à Coventry, est un athlète britannique, évoluant sur le sprint. Il s'occupe par la suite de la vitesse au sein du club de rugby anglais des Cherries and White.
Il est un membre très régulier du relais 4 × 100 m britannique. Son principal succès est d'ailleurs sa victoire en relais 4 × 100 m avec ses compatriotes Jason Gardener, Darren Campbell et Mark Lewis-Francis aux Jeux olympiques d'Athènes. Ils y battirent le relais américain composé de Shawn Crawford, Justin Gatlin, Coby Miller et Maurice Greene d'un centième de seconde. Il est aussi détenteur du record d'Europe en 37 s 73 (Royaume-Uni, Gardener-Campbell-Devonish-Chambers) le 29 août 1999 à Séville.

## Biographie

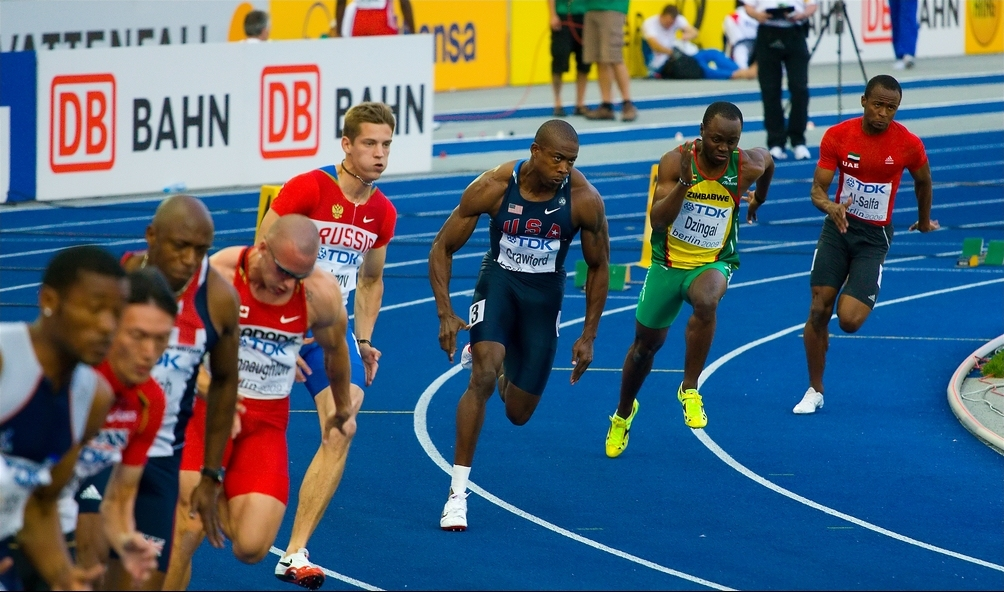
Marlon Devonish (3e en partant de la gauche) dans le virage d'un 200 m lors des Championnats du monde de Berlin d'août 2009.

Lors des Championnats du monde en salle 2003 à Birmingham, il signa en 20 s 62 le meilleur temps de la finale lui offrant ainsi le titre mondial du 200 m devant Joseph Batangdon et Dominic Demeritte.
Aux championnats nationaux 2006 (qui firent office de sélection pour les Championnats d'Europe 2006 à Göteborg en juillet), Devonish devint le premier Britannique depuis Linford Christie en 1988 à réaliser le doublé 100 m et 200 m lors du championnat. Lors des Championnats d'Europe 2006, il glana la médaille de bronze sur 200 mètres.
Devonish conserva ses couronnes nationales sur 100 mètres et 200 mètres l'année suivante (2007). À Munich, le 23 juin 2007, il remporte avec le relais britannique la Coupe d'Europe avec Tyrone Edgar, Craig Pickering et Mark Lewis-Francis. Au cours de la saison 2007, Devonish améliora sa meilleure performance sur 100 m avec un nouveau record personnel et décida de participer au 100 m des championnats du monde 2007 à Osaka plutôt qu'au 200 m, épreuve sur laquelle il s'était initialement spécialisé. Marlon Devonish termina 6e de la finale du 100 m en 10 s 14.
Devonish représenta le Royaume-Uni aux Jeux olympiques d'été de 2008 à Pékin. Il concourut avec le relais 4 × 100 mètres composé de Simeon Williamson, Tyrone Edgar et Craig Pickering. Ils furent disqualifiés et éliminés en série. En demi-finale du 200 mètres, il termina 7e en 20 s 57 ce qui ne lui permit pas de se qualifier pour la finale.
Le 17 mai 2009, Devonish s'aligne lors d'une course exhibition sur 150 m disputée en ligne droite dans les rues de Manchester. Il finit second en 15 s 07 derrière les 14 s 35 d'Usain Bolt, le meilleur temps jamais réalisé sur la distance.
Le 20 août 2009, il termine 7e en 20 s 62 de sa demi-finale du 200 m des Championnats du monde de 2009 à Berlin. Sélectionné dans l'équipe du relais 4 × 100 m, le Britannique remporte la médaille de bronze aux côtés de Simeon Williamson, Tyrone Edgar et Harry Aikines-Aryeetey.
Le 15 mai 2011, il termine 3e du 150 mètres des « Great City Games » disputé en ligne droite dans les rues de Manchester sur une piste détrempée. Il finit derrière Tyson Gay (14 s 51), Darvis Patton (14 s 98), mais devant son compatriote Christian Malcolm.
Lors des Championnats du monde de Daegu en août 2011, il se hisse en demi-finales du 100 m. Il y prend la 7e place en 10 s 25 derrière notamment les deux qualifiés pour la finale Usain Bolt et Christophe Lemaitre.

## Records personnels
| Distance   | Temps   | Vent      | Lieu       | Date            |
| ---------- | ------- | --------- | ---------- | --------------- |
| 100 mètres | 10 s 06 | + 1,3 m/s | Lausanne   | 10 juillet 2007 |
| 200 mètres | 20 s 19 | + 1,4 m/s | Manchester | 29 juillet 2002 |

## Palmarès

### Jeux olympiques d'été
- Jeux olympiques d'été de 2004 à Athènes ( Grèce)
  -  Médaille d'or en relais 4 × 100 m

### Championnats du monde d'athlétisme
- Championnats du monde d'athlétisme de 1999 à Séville ( Espagne)
  -  Médaille d'argent en relais 4 × 100 m
- Championnats du monde d'athlétisme de 2005 à Helsinki ( Finlande)
  -  Médaille de bronze en relais 4 × 100 m
- Championnats du monde d'athlétisme de 2007 à Osaka ( Japon) 
  - 6e sur 100 m
  -  Médaille de bronze en relais 4 × 100 m
- Championnats du monde d'athlétisme de 2009 à Berlin ( Allemagne) 
  -  Médaille de bronze en relais 4 × 100 m

### Championnats du monde d'athlétisme en salle
- Championnats du monde d'athlétisme en salle de 2003 à Birmingham ( Royaume-Uni)
  -  Médaille d'or sur 200 m

### Jeux du Commonwealth

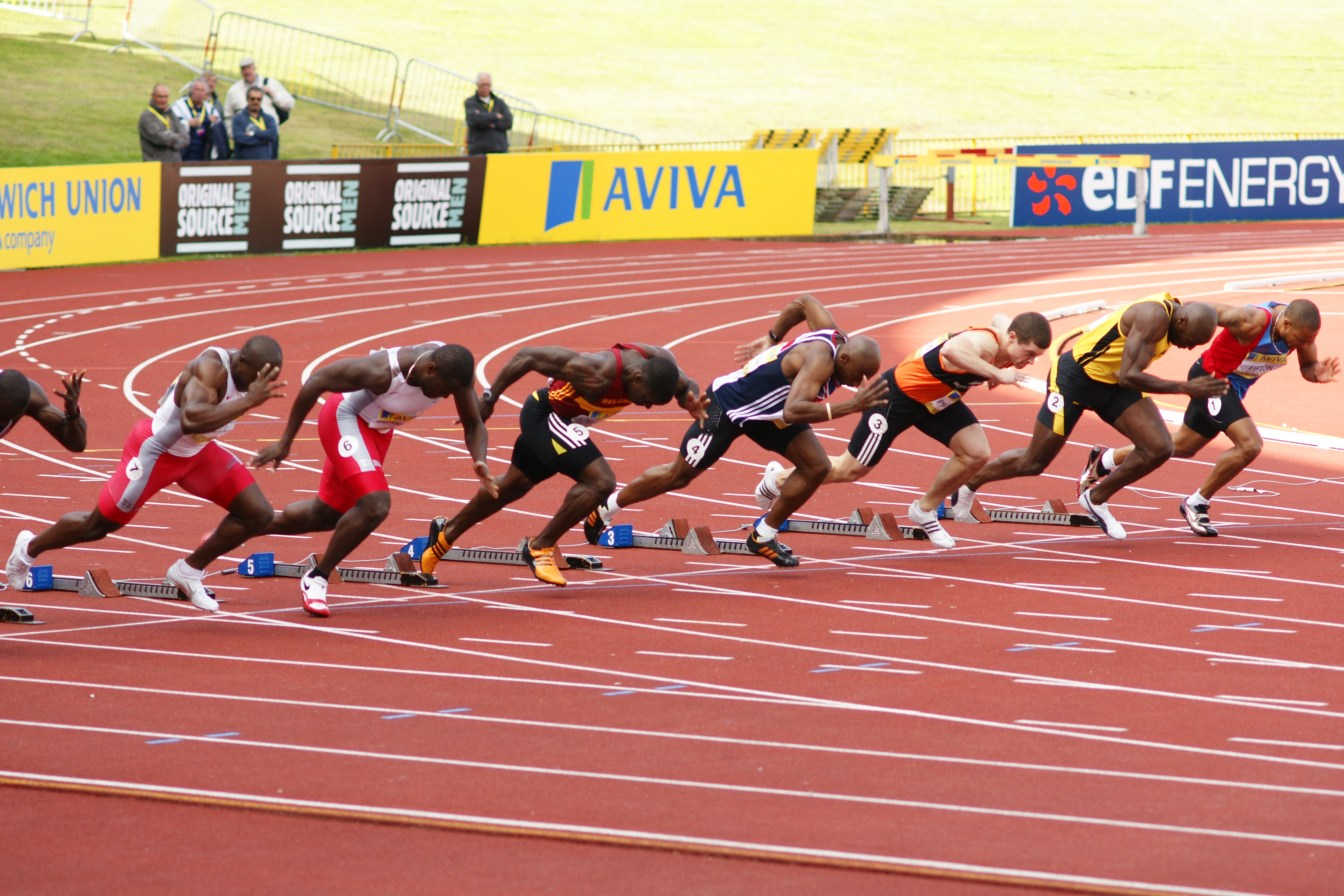
Devonish (4e à droite), concourant aux sélections britanniques pour les Jeux olympiques 2008, Birmingham

- Jeux du Commonwealth de 1998 à Kuala Lumpur ( Malaisie)
  - 8e sur 100 m
  -  Médaille d'or en relais 4 × 100 m
- Jeux du Commonwealth de 2002 à Manchester ( Angleterre)
  -  Médaille d'argent sur 200 m
  -  Médaille d'or en relais 4 × 100 m
- Jeux du Commonwealth de 2006 à Melbourne ( Australie)
  - 8e sur 100 m
  - éliminé en demi-finale sur 200 m
  - abandon en série du 4 × 100 m
  - 4e en relais 4 × 400 m

### Championnats d'Europe d'athlétisme
- Championnats d'Europe d'athlétisme de 2002 à Munich ( Allemagne)
  -  Médaille de bronze sur 200 m
  - disqualifié avec le relais 4 × 100 m (dopage de Dwain Chambers)
- Championnats d'Europe d'athlétisme de 2006 à Göteborg ( Suède)
  -  Médaille de bronze sur 200 m
  -  Médaille d'or sur 4 × 100 m

### Championnats d'Europe junior d'athlétisme
- 1995 à Nyiregyhaza ( Hongrie)
  -  Médaille d'or du 200 mètres en 21 s 04
  -  Médaille d'or du relais 4 × 100 mètres en 39 s 43